# August Stapel
August Stapel (* 1801 in Berlin; † 1871 in Dresden; vollständiger Name: Wilhelm Ludwig August Stapel) war ein deutscher Architekt, Baubeamter und Zeichner.

## Leben
Stapel studierte an der Berliner Bauakademie im Umfeld von Karl Friedrich Schinkel. Von 1832 bis 1844 arbeitete er als Stadtbaumeister in Halle an der Saale. In einem 1840 veröffentlichten Subskribenten-Verzeichnis wurde er als Stadtbaumeister und Regierungs-Bau-Conducteur bezeichnet. 1844 trat Stapel eine Stelle als Landbaumeister bzw. Regierungsbaumeister in Oppeln an, von der er zwischen Herbst 1846 und Frühjahr 1848 als Landbauinspektor nach Anklam versetzt wurde. Am 21. Februar 1850 wurde er als Stadt- und Baurat nach Breslau auf eine zwölfjährige Amtszeit berufen, verließ aber die Stelle vorzeitig am 1. April 1855.
Als bedeutendes Zeitzeugnis wird ein Skizzenbuch von Stapel mit 182 Zeichnungen – davon 52 Hallesche Motive – in der Marienbibliothek in Halle aufbewahrt.